# یاسنایا پولیانا (داغستان)
یاسنایا پولیانا (به لاتین: Yasnaya Polyana) یک منطقهٔ مسکونی در روسیه است که در شهرستان کیزلیارسکی واقع شده‌است.